# Metalype anaktujuh
Metalype anaktujuh är en nattsländeart som först beskrevs av Malicky 1995.  Metalype anaktujuh ingår i släktet Metalype och familjen tunnelnattsländor. Inga underarter finns listade i Catalogue of Life.